# District de Nicosie
Le district de Nicosie est l'un des six districts qui forment officiellement la république de Chypre. Il couvrait à l'origine la partie centrale de l'île jusqu'à la baie de Morphou à l'ouest.
Il a pour chef-lieu la partie nord de la ville de Nicosie, Nicosie-Nord.

## Création du district turc de Lefkoşa

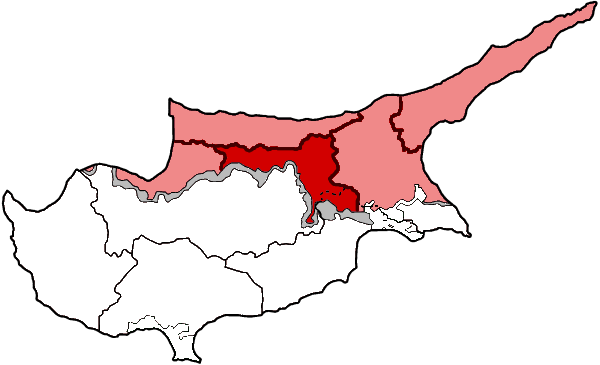
Le district turc de Lefkoşa (en rouge) au sein de la république turque de Chypre du Nord (RTCN ; en rose) depuis 1974.

En 1974, à la suite de l'invasion turque, certains des districts chypriotes ont échappé (soit en partie, soit en totalité) au contrôle du gouvernement central hellénophone. Ce fut le cas du district de Nicosie dont la partie nord tomba sous la coupe du Gouvernement de la république turque auto-proclamée de Chypre du Nord. Celui-ci décida de réorganiser unilatéralement son territoire, et créa le District de Lefkoşa en y adjoignant des communes du district de Larnaca, ce nouveau district ayant pour chef-lieu la partie septentrionale de la ville de Nicosie (Lefkoşa en turc) qui était également tombée sous leur contrôle. Les Turcs formèrent également avec la partie occidentale le district de Güzelyurt, centré autour de la ville de Morphou.